# Stará Role (nádraží)
Stará Role je železniční stanice v karlovarské městské části Stará Role. Stanice leží v km 6,460 železniční trati Karlovy Vary – Johanngeorgenstadt mezi stanicemi Karlovy Vary a Nová Role.

## Historie
Nádraží bylo dáno do provozu 15. května 1899. Neexistence napojení na železnici bylo překážkou pro rozvoj místních továren, zejména porcelánky, neboť zboží muselo být dopravováno koňskými potahy na železniční stanici Karlovy Vary. Výstavba stanice usnadnila dopravu zboží, k dalšímu zlepšení došlo zřízením tří vleček ze stanice do největších továren. Stanice se začala stavět v roce 1897, stavěli jí hlavně italští dělníci, v té době byli odborníci na tyto stavby. V době odsunu Němců po 2. světové válce bylo přes stanici odsunuto 4720 lidí. V blízkosti stanice byla skladištní budova, ve které byl uložen papír a lepenka, v roce 1999 došlo k požáru a budova byla zdevastována.[zdroj?]

### Vlečka Rosnice
Vlečka měřila 400 metrů a sloužila k dovozu hnědého uhlí z nedalekého povrchového dolu v Rosnicích. Vlečka byla zprovozněna v roce 1920. V roce 1938 důl ukončil těžbu a vlečka sloužila skladištní budově na uskladnění brambor. Dodnes jsou viditelné pozůstatky vlečky.[zdroj?]

### Vlečka do porcelánky Victoria
Vlečka dosahovala délky 150 metrů a obsluhovala areál porcelánky, areál dnes slouží k jiným účelům.[zdroj?]

### Vlečka do porcelánky Moritz Zdekauer
Vlečka dlouhá 300 metrů sloužila i po 2. světové válce. Sloužila k přepravě produktů a dovozu materiálu k výrobě.[zdroj?]

## Popis stanice
Stanice je vybavena elektronickým stavědlem typu ESA 11, které v základním stavu dálkově ovládá výpravčí ze sousední stanice Karlovy Vary, v případě potřeby je možné místní ovládání pomocí desky nouzových obsluh. Přímo u budovy je manipulační kusá kolej č. 5 (zapojená do karlovarského zhlaví), následují dopravní koleje č. 3 a 1, u kterých jsou nástupiště z betonových desek s nástupní hranou ve výšce 250 mm nad temenem kolejnice. Přístup na nástupiště je úrovňový.
V nádražní budově je zabezpečovací systém a 3 byty.[zdroj?] Pár metrů od budovy je vysílač, který slouží zabezpečovacímu systému.[zdroj?] Čekárna pro cestující není v provozu, pro cestující slouží přístřeší.[zdroj?]